# Pomnik Michaiła Barclaya de Tolly w Rydze
Pomnik Michaiła Barclaya de Tolly – pomnik rosyjskiego generała-feldmarszałka Michaiła Barclaya de Tolly (łot. Mihails Barklajs de Tolli), który znajdował się w stolicy Łotwy Rydze.

## Opis
Pomnik usytuowany jest we wschodniej części parku Esplanade, położonego w północno-wschodniej części Starego Miasta w Rydze, niedaleko Soboru Narodzenia Pańskiego. Jest dziełem niemieckiego rzeźbiarza Wilhelma Wandschneidera. Na cokole znajduje się napis w jęz. rosyjskim:
Генералфельдмаршал
князь
Барклай-де-Толли
(Generał-feldmarszałek książę Barclay de Tolly), a po bokach daty – 1812 i 1912, poniżej umieszczono mosiężną tablicę z tekstem w języku łotewskim, angielskim i rosyjskim:
„1761 – 1818
Generał-feldmarszałek, książę Michaił Barclay de Tolly
Rzeźbiarz Wilhelm Wandschneider, Berlin
Odsłonięto 13 października 1913 roku”

## Historia
W 1911 rada miasta Rygi rozpoczęła przygotowania do obchodów rocznicy 100-lecia zwycięstwa nad Napoleonem w wojnie ojczyźnianej w 1812. Jednym z działań rady było założenie komitetu budowy pomnika generała Michaiła Barclaya de Tolly. Komitet miał na celu zebranie darowizn i rozpisanie konkursu na projekt pomnika, do udziału w którym zaproszono artystów-rzeźbiarzy z kraju i zagranicy. Wymagano, żeby pomnik miał wysokość nie większą niż 8 metrów, powinien być wykonany z brązu i mieć granitowy cokół. W czerwcu 1912 na konkurs zgłoszono 44 projekty, z których wyłoniono pracę (przyznając nagrodę główną) rzeźbiarza Wilhelma Wandschneidera z Charlottenburga, obecnie dzielnicy Berlina. Dwutonową rzeźbę, mierzącą 4,77 metra odlano z brązu w Berlinie, natomiast cokół z fińskiego granitu wykonano w Rydze, w warsztacie rzeźbiarza Augusta Folca. Odsłonięcia pomnika dokonano 13 października 1913.  
W 1915 podczas I wojny światowej, w obliczu zbliżającego się frontu posąg feldmarszałka został zdjęty z cokołu, aby zapobiec jego zniszczeniu. Posąg został ewakuowany brytyjskim statkiem parowym Serbino. Podczas rejsu z Rygi do Sankt Petersburga statek został storpedowany i zatopiony.
Dopiero w 2001 dzięki inicjatywie i finansowemu wsparciu udzielonemu przez przedsiębiorcę Eugena Gomberga, rekonstrukcji posągu pomnika na podstawie zdjęć i zachowanego 70-centymetrowego modelu dokonali rzeźbiarze z Sankt Petersburga – Aleksiej Murzin i Iwan Korniejew. Rzeźba została odlana w brązie przez Denisa Goczijajewa. Odrestaurowaną rzeźbę umieszczono na oryginalnym cokole z fińskiego czerwonego granitu. Odrestaurowany pomnik został odsłonięty 1 lipca 2002.
16 października 2024 Rada Miasta Rygi zatwierdziła demontaż i przeniesienie pomnika. Po demontażu pomnik ma zostać zwrócony darczyńcy Gombergowi, natomiast cokół zostanie ustawiony przy ulicy Varoņu 13, gdzie planowana jest wystawa pomników.
W nocy 31 października 2024 roku pomnik rozebrano wraz z historycznym cokołem.

## Galeria

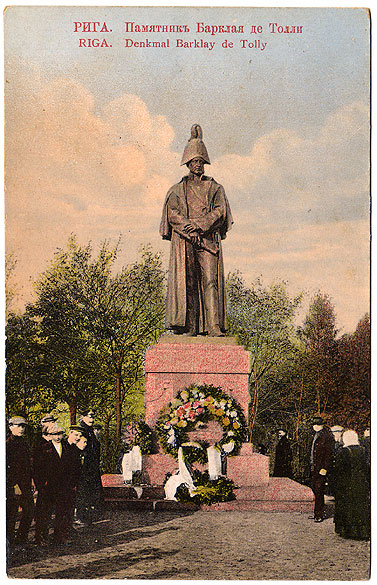
Pomnik w pierwotnej formie, w latach 1913–1915